# زاوبه
زاوبه (به لاتین: Zaube) یک روستا در لتونی است که در شهرداری آماتا واقع شده‌است. زاوبه ۴۳۰ نفر جمعیت دارد.